# کارل کارستنس
کارل کارستنس (به آلمانی: Karl Carstens) (زاده ۱۴ دسامبر ۱۹۱۴ – درگذشته ۳۰ مه ۱۹۹۲)، سیاستمدار آلمانی و رئیس‌جمهور آلمان از سال ۱۹۷۹ تا ۱۹۸۴ بود. او در جنگ جهانی دوم، عضو گروه پدافند هوایی ارتش آلمان بود.

## زندگی‌نامه
کارستنس در سال ۱۹۱۴ در برمن زاده شد. پدرش آموزگار مدرسه بود که کمی بعد از تولد او، در جبهه باختری جنگ جهانی اول کشته شد. کارستنس تحصیل خود را در رشته‌های حقوق و علوم سیاسی، در دانشگاه‌های فرانکفورت، مونیخ و چند دانشگاه دیگر ادامه داد و در سال ۱۹۳۸ موفق به کسب مدرک دکتری شد.
از سال ۱۹۳۹ تا ۱۹۴۵، در طول جنگ جهانی دوم، عضو گروه پدافند هوایی ارتش آلمان بود. در ۱۹۴۰ به عضویت حزب نازی درآمد.
در سال ۱۹۴۴، با دانشجوی رشته پزشکی، ورونیکا پریور، در برلین ازدواج کرد. بعد از پایان جنگ به عنوان وکیل در شهر زادگاه خود، برمن به کار ادامه داد. او در سال ۱۹۵۵، عضو اتحادیه دموکرات مسیحی آلمان شد.
کارل کارستنس در ۳۰ مه ۱۹۹۲ در سن ۷۷ سالگی درگذشت.